# Мярт Пидер
Мярт Пидер (нар. 11 вересня 1979, Тарту) — естонський філософ, борець за свободу інформації, ведучий, публіцист і перекладач.

## Освіта
Початкову освіту отримав у Таллінській початковій школі Нимме (1984–1993), середню освіту – у Таллінській 21-й школі (1993-1997). Вивчав філософію в Тартуському університеті (з 1997 року, додатковий факультет інформатики) та в університеті Кейо в Японії (2009–2011).
- Ступінь бакалавра, 2003, (додаткове) Tõnu Luik, ΠΡΟΖΘ ΠΛΑΤΩΝ ΟΠΙΘΕΝ ΤΕ ΠΛΑΤΩΝ ΜΕΣΣΗ ΤΕ ΧΙΜΑΙΡΑ, переклади Мартіна Гайдеггера на факультеті філософії Платона Тартуського університету
- Ступінь магістра (науковий ступінь), 2006, (керівник) Тину Луїк. "Діалоги Платона POLITEIA і THEAITETOS. Різниця між знанням і мисленням", філософський факультет Тартуського університету
- Ступінь магістра (професійний ступінь), 2008, керівник Пол Маклафлін. "Моральне виховання з точки зору етичної теорії", філософський факультет, Тартуський університет
- Докторант, керівник Юло Матюс. "Концепція душі в пізній філософії Платона", Тартуський університет

## Діяльність у сфері філософії
Професійно Мярт Пидер працював учителем філософії в гімназії Марта Рейніка, викладачем уТартуському художньому коледжі та керівником програми підготовки викладачів філософії в Тартуському університеті.
Він перш за все вивчав історію платонізму, перекладав Платона, Мартіна Гайдеггера та Фрідріха Ніцше та вивчав теорію ціннісної освіти . Виступав із публічними доповідями, серед інших, про Карла Поппера,  Іммануїла Канта, про щастя  та інформаційне суспільство, виступав у ЗМІ на критичні для суспільства теми, особливо про фундаментальні цінності інформаційного суспільства. Він є членом філософського товариства Frontisterion (Taipla) та EYS Veljesto.
Пидер також брав участь у просуванні філософської освіти в середніх школах Естонії, він був керівником робочої групи з предметів філософії національної навчальної програми 2011 року. Член журі олімпіади з філософії та бере активну участь у дослідницькому дослідженні національної програми ціннісної освіти. 

## Діяльність у сфері інформаційного суспільства
Політична діяльність Мярта Пидера була зосереджена головним чином у сфері інформаційного суспільства. Він є членом-засновником Open Knowledge Estonia та діяв під егідою Піратської партії Естонії. Веде програму «Olukorrast konnatiigis» на Generadio разом з Аго Ґашковим і Райком Систрагою. 
Навесні 2013 року брав участь у виборах до студентської ради Тартуського університету з піратською платформою і був третім кандидатом у представництво з 212 голосами. Під час виборів до рад місцевого самоврядування 2013 року Пидер був одним з ініціаторів Тартуського виборчого союзу Vabakund, довіреною особою товариства, сформованого для виборів  і радником групи депутатів у міській раді Тарту. На виборах до Європарламенту 2014 року брав участь у кампанії незалежного кандидата Сільвера Мейкара як співробітник його майбутнього офісу, відповідального за питання інформаційного суспільства. 
Був членом правління двох естонських піратських партій поспіль і виразником основних цінностей асоціації копім, відкритості та дисперсії. Мярт Пидер був активістом вільного інформаційного суспільства з 1990-х років, коли він брав участь у місцевій мережі FidoNet. 
Мярт Пидер брав участь у кампаніях електронного голосування,  електронної демократії і відкритих даних та виступав за захист анонімності та конфіденційності в Інтернеті. Був одним із ініціаторів естонського руху проти ACTA наприкінці 2011 року, переклавши та підготувавши брошуру, яка під час партизанської акції підштовхнула кампанію до початку, коли її кинули на стіл члени Рійгікогу. У 2015 році в рамках Зеленого руху Естонії він очолив кампанію з інформування про небезпеку угоди про вільну торгівлю TTIP.  
Своєю особистою політичною метою Мярт Пидер представляє вільне розповсюдження наукової інформації та матеріалів, а також відновлення авторських прав, щоб розповсюдження стало можливим. Оскільки університетські бібліотеки та інші подібні установи не мають достатньо грошей на придбання найновішої літератури в окремих галузях, за словами Пидра, багато магістерських і докторських робіт написані на основі «піратської» літератури, хоча розповсюдження цих матеріалів карається.  Він рекомендував передати ярлик справедливої торгівлі творчій індустрії та створив експериментальні рішення для більш справедливої оцінки впливу наукових публікацій. Навесні 2016 року розпочав проект разом із художниками, зацікавленими в культурі реміксів, метою якого було запровадити музичні події без тягаря захисту авторських прав, щоб розробити формат події, придатний для відтворення музики за допомогою Creative Commons та інших ліцензії, що сприяють свободі творчості, разом із відповідною моделлю винагороди для авторів. 
Відомий як пропагандист вільного програмного забезпечення та один з ініціаторів крипто-вечірок в Естонії. Був керівником і видавцем Estobuntu, керував проектами в екосистемах Ubuntu і Debian   і координував переклад програмного забезпечення цих операційних систем. Підтримував оновлену версію програмного забезпечення ідентифікаційної картки для Ubuntu у 2010 році, керував переговорами спільноти безкоштовного програмного забезпечення з Міністерством економіки та зв’язку у 2012 році щодо упаковки програмного забезпечення ID відповідно до вимог екосистем Linux.  Бере участь у діяльності Tartu Häkkerikoja. 
З 17 лютого 2018 року по 8 жовтня 2020 року був членом правління громадської організації Wikimedia Estonia.
Мярт Пидер балотувався на виборах до Рійгікогу 2019 року як незалежний кандидат у списку Зелених в Іда-Вірумаа з програмою вільного та культурного інформаційного суспільства Піратської партії Естонії, яку Зелені додали як останній розділ своєї програми.  Піратська партія також передала свої рекомендації щодо програми інформаційного суспільства партії Eesti 200 і Elurikkuse Erakonna, які також використали їх у формулюванні своєї програми.